# Норламо, Сарабелла
Сарабелла Норламо (фин. Sarabella Norlamo; род. 2003) — финская шахматистка, победительница чемпионата Финляндии по шахматам среди женщин (2021).

## Биография
Сарабелла Норламо участвовала в юношеских шахматных турнирах Финляндии и Эстонии, юношеском чемпионате Европы по шахматам и юношеском чемпионате мира по шахматам в разных возрастных группах. Она выиграла пять медалей в чемпионате Финляндии среди женщин: золото (2021) и четыре бронзы (2017, 2018, 2019, 2022). В 2017 году в Риге она участвовала в личном чемпионате Европы по шахматам среди женщин.
Сарабелла Норламо играла за Финляндию на шахматных олимпиадах среди женщин:
- в 2018 году на четвертой доской на 43-й Шахматной Олимпиаде (женщины) в Батуми (+3, =2, −4)[8],
- в 2022 году на запасной доске на 44-й Шахматной Олимпиаде (женщины) в Ченнаи (+5, =1, −3)[9].

Сарабелла Норламо играла за Финляндию в командном чемпионате Европы по шахматам среди женщин:
- в 2019 году на четвертой доске 13-го командного чемпионата Европы по шахматам (женщины) в Батуми (+3, =3, −2)[10].